# Biphyllus turneri
Biphyllus turneri is een keversoort uit de familie houtskoolzwamkevers (Biphyllidae). De wetenschappelijke naam van de soort werd in 1929 gepubliceerd door Gilbert John Arrow.